# أنويتا
بلدية أنويتا (بالإسبانية: Anoeta) هي بلدية تقع في مقاطعة غيبوثكوا التابعة لمنطقة إقليم الباسك شمال إسبانيا.

## الديموغرافيا
يبلغ عدد سكان بلدية أنويتا 1.832 نسمة عام 2011 (وفقاً للمعهد الوطني للإحصاء الإسباني).
| 1.776 | 1.718 | 1.723 | 1.784 | 1.787 | 1.851 | 1.832 |

## أعلام
- أبراهام أولانو